# Fundamentalontologie
Fundamentalontologie ist ein durch den Philosophen Martin Heidegger in seinem Werk Sein und Zeit geprägter Begriff. Er umfasst die Analytik grundlegender Strukturen des Menschseins, des Daseins, durch die Ausarbeitung dessen, was den Menschen in seinem Sein konstituiert, die Existenzialien.
Der frühe Heidegger versuchte durch die Rückführung allen Seins auf das Dasein und dessen Seinsverständnis die Ontologie auf einen neuen Grund zu stellen. Damit war für ihn die Fundamentalontologie die Grundaufgabe einer jeden Philosophie.

## Das Ausgangsproblem
Heidegger geht davon aus, dass die klassische Metaphysik stets nur nach dem Seienden fragte und darüber das Sein vergaß („Seinsvergessenheit“). Heidegger stellt diese „Seinsfrage“ erneut: „Was meinen wir, wenn wir sagen, der Himmel ist blau?“ Um die Frage nach dem Sein zu beantworten bedarf es nach Heidegger
1. einer Dekonstruktion der klassisch metaphysischen Vorurteile und
2. der Gründung einer Fundamentalontologie, die – wie der Terminus andeutet – jeder weiteren Ontologie ihr Fundament gibt. Erst so kann anschließend die Frage nach dem Sinn von Sein beantwortet werden.

Diese Aufgabe vollzieht sich vor allem darüber, die Zeit als Interpretationshorizont für das Sein in den Mittelpunkt zu rücken. Hatte laut Heidegger die klassische Metaphysik mit Aristoteles das Sein als Substanz vorgestellt, folgte hieraus auch eine Beschränkung auf die der Substanz angemessene Zeit, die Gegenwart. Indem Heidegger die grundlegende Bedeutung der Zeit für das Seinsverständnis herausstellt, erhofft er sich hierüber einen neuen Ansatz für jede folgende Ontologie.
Seine hermeneutisch angelegte Untersuchung beginnt Heidegger mit einer Analyse einer jeden Fragestruktur. Es zeigt sich dabei, dass es neben dem Gefragten und Erfragten stets noch eines Befragten bedarf. Dieses letztere wird aber dahingehend ausgesucht, dass es auch die Antwort geben könnte. Das einzige Wesen aber, welches die Frage nach dem Sinn von Sein überhaupt stellen und beantworten kann, ist der Mensch. Um bestehenden Assoziationen zum Ausdruck ‚Mensch‘ aus dem Weg zu gehen, wählt Heidegger den Terminus ‚Dasein‘ als Bezeichnung für den Menschen. Das Dasein ist also „Sein, dem es in seinem Sein um sein Sein selber geht.“ Dasein hat immer schon ein gewisses Vorverständnis von sich und der Welt, hier gilt es anzusetzen.
Um die fundamentalontologische Analyse nicht durch das Aufpfropfen eines Theoriegebäudes zu verfälschen, setzt Heidegger nicht mit einer theoretischen Sichtweise an, sondern beim Dasein in seiner Alltäglichkeit. Die Rückbindung an das alltägliche Leben soll paradigmatische Vorgaben vermeiden helfen. Gleichwohl kann es nicht bei einer bloßen Präsentation des Alltagslebens bleiben, weshalb Heidegger die phänomenologische Untersuchung mit einer hermeneutisch-interpretativen verbindet. Durchführung dieser Analytik ist Hauptmoment seines Werkes Sein und Zeit.

## Heideggers Abkehr vom fundamentalontologischen Ansatz
Die Fundamentalontologie als Voraussetzung zur Ausarbeitung der Frage nach dem Sinn von Sein, wie sie Heidegger in seinem Werk Sein und Zeit anstrebt, überschneidet sich gewissermaßen mit der Seinsfrage. Dies deshalb, da Heidegger einerseits die Fundamentalontologie als eine Voraussetzung zur Antwort auf die Frage nach dem Sinn von Sein ansieht, andererseits die Beantwortung der Frage nach dem Sinn von Sein selbst wieder Voraussetzung für jede Ontologie ist, also auch für die Fundamentalontologie. Hier deutet sich schon ein späteres Scheitern der Fundamentalontologie an.
Während Heidegger in Sein und Zeit mit der Fundamentalontologie noch den Anspruch erhebt, die Grundlage für alle weiteren Ontologien zu schaffen, ändert sich diesbezüglich Heideggers Auffassung nach der Kehre. Heidegger erschien die Rückführung allen Seins auf das Dasein später zu „anthropozentrisch“ und er versuchte nun das Sein vom Sein selbst her zu denken, was zu seiner Konzeption einer Seinsgeschichte führt.